# Roy C. Bennett
Roy C. Bennett (Brooklyn, Nova Iorque, 12 de agosto de 1918) é um compositor americano que fez muitas de suas músicas em parceria com Sid Tepper, muitas delas gravadas por Elvis Presley.